# Krystyna Czajkowska
Pour les articles homonymes, voir Czajkowska.
Krystyna Czajkowska-Rawska, née le 25 avril 1936 à Sosnowiec, est une joueuse de volley-ball polonaise.

## Carrière
Krystyna Czajkowska participe aux Jeux olympiques de 1964 à Tokyo et aux Jeux olympiques de 1968 à Mexico. Elle remporte la médaille de bronze avec l'équipe nationale de Pologne lors de ces deux compétitions.